# Tabaxir

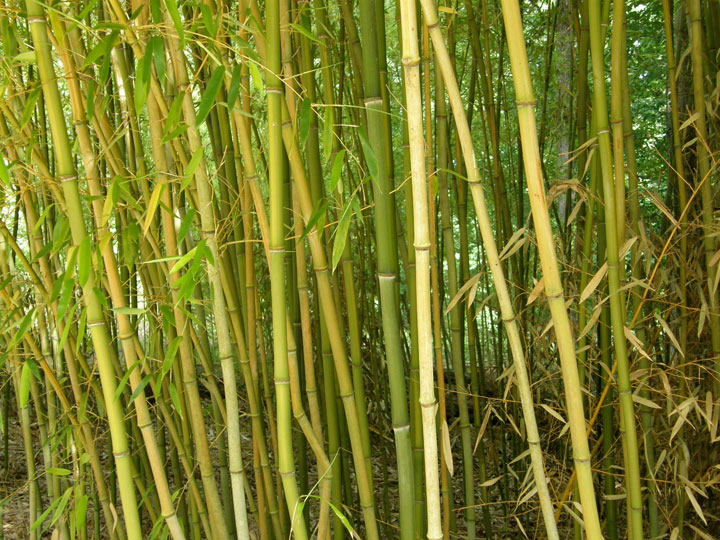
O tabaxir forma-se dentro dos entrenós de certas canas de bambu.

O tabaxir ou taquer trata-se da substância cristalina, translúcida e esbranquiçada, de travo adocicado, que se obtém das cavidades dos entrenós de certas variedades de bambu, como a Bambusa arudinacea.

## Etimologia
O termo «tabaxir» entrou no português pelo árabe, tabachir, que por seu turno terá vindo para essa língua por via do persa, tabāshīr, que significa «leite, sumo ou ressumação de cana».
Sendo que, em última análise, o termo persa advém do étimo sanscrito tavak-ksira (ou tvak-ksira, que significa «sumo vegetal»).

## Variedades
Há duas variedades de tabaxir, a clara, que apresenta uma coloração esbranquiçada ou amarelada, e a azul, que exibe uma tonalidade azul-pálida.

## História
O tabaxir foi descoberto na Índia clássica, tendo sido exportado para o Antigo Egipto e para a China.

### China
A primeira abonação na literatura chinesa conhecida, a respeito deste produto e com alusão à sua proveniência indiana, encontra-se na Materia Medica publicada no período K'ai-pao (968-976 a.C). No início, os chineses importaram este produto da Índia, sendo que terão descoberto algumas das suas propriedades medicinais graças a contactos mantidos com os mercadores indianos. Nesta toada, cumpre notar que uma das designações clássicas que deram ao tabaxir foi Tien-tu hwan ( que significa «amarelo da Índia»).
Mais tarde, os chineses passaram a extrair esta substância dos bambus existentes no seu território. Pelo que juntavam ao tabaxir mais ingredientes, por molde a deixá-lo mais ao gosto do seu paladar, como sendo a farinha de osso, a fécula extraída do rizoma de uma variedade regional de inhame, a Pachyrhizus angulatus, entre outros.
Na obra clássica Pen ts'ao yen, tratado de medicina herbalista, publicado no séc. XII, discorre-se a respeito desta substância, referindo-se que se tratava de um produto natural derivado do bambu, da cor do loesse. Ulteriormente, o nome desta substância mudou na China, passando a designar-se 竹黃 Zhú huáng (o que significa «amarelo-bambu») ou 竹油脂 Zhú yóu (que significa «sebo de bambu»). Os chineses clássicos, esguardavam o tabaxir como um derivado do bambu, ao arrepio da concepção indiana clássica, que o entendia como uma espécie de pérolas vegetais. 

### Roma
Claude Saumaise, autor francês do séc. XVII, terá sido o primeiro autor a defender a tese, aceite apenas por alguns historiadores da era moderna, de que o « σάκχαρον » ou «sacharon» mencionado por autores clássicos, como Plínio, o Velho e Dioscórides, não se trataria do açúcar, na nossa concepção moderna, mas do tabaxir.

### Arábia
Abū Dolaf, escritor e poeta árabe, que terá vivido na corte Samânida de Naṣr b. Aḥmad em Bucara, em 940 a.C., foi o mais antigo autor árabe a fazer menção desta substância, nos seus relatos a respeito das viagens que fizera pela Ásia Central.
Este autor reputava a origem do tabaxir à região de Mandura Patan, no Noroeste da India. Mais tarde, no séc. XIII, de acordo com Abulfeda, a principal zona de produção do tabaxir passou a situar-se na região de Tana, na ilha indiana de Salsete, a vinte milhas de Bombaim.
Para estes dois autores árabes, o tabaxir provinha de certas variedades de juncos, que, quando secos, tinham boas propriedades combustíveis, sendo que só se podia obter a substância depois de queimados.
Contudo, esta posição não era unânime no mundo islâmico, já no séc. XII, autores como ibne Albaitar tinham tentado rebater essa ideia, afirmando, por seu turno, que o tabaxir advinha da cana-de-açúcar indiana, podendo provir de qualquer zona costeira da Índia e não havendo qualquer necessidade de as queimar, porquanto o líquido ressumava naturalmente de dentro das cavidades dos entrenós da cana.
O tabaxir foi uma substância muito valorizada pela medicina árabe clássica, orçando elevados preços, tendo chegado inclusive a valer o seu peso em prata.

### Itália
O missionário italiano do séc. XIV, Odorico da Pordenone, chegou a aludir ao tabaxir, sendo certo que lhe fez atribuições apócrifas, confundindo-o por vezes com o bezoar. No relato das suas viagens pelo Oriente, menciona que lhe haviam contado que, nas florestas do Bornéu, as canas de bambu segregavam cristais que, se usados pelos homens como amuletos, lhes davam imunidade às armas de ferro, pelo que todos os guerreiros dessas terras se ataviavam com eles.

### Portugal
O botânico português Garcia da Orta, na sua obra «Colóquio dos Simples e Drogas da Índia», em 1563, discorreu a respeito do tabaxir.
Também fez menção às mesmas canas inflamáveis, que os sobreditos autores árabes, mas não defendia que o tabaxir se obtivesse da combustão das mesmas. Em vez disso, mencionou que o tabaxir é obtido dos entrenós das canas, que geram muita humidade, a qual adquire um aspecto de amido, quando coalhada.
Na sua obra, Garcia da Orta descreve ainda como, na região de Goa, os carpinteiros indianos, que trabalhavam estas canas, se serviam deste líquido espesso ou da fécula dele coalhada, aos quais davam o nome de Sáccar Mambu ( que significava «açúcar de cana»), para fazer aplicações na zona lombar e renal, para aliviar dores. Também as usando em compressas, apostas à testa, para aliviar dores de cabeça. Informava ainda que os sábios indianos recomendavam o seu uso consumo para combater febres e disenteria.

### Alemanha
Johan Albrecht de Mandelslo, aventureiro alemão do séc. XVII, nos relatos das suas viagens pelo Oriente dá a seguinte conta do tabaxir:
«É certo que na costa do Malabar, na costa do Coromandel, em Bisnagar e nas cercanias de Malaca, há uma variedade de cana, com o nome de mambu (bambu), que produz uma droga, a que chamam sacar mabu, o que quer dizer "açúcar dos mambus". Os árabes, os persas e os mouros chamam-lhe tabaxir, por referência a esta substância, quando está na forma de um licor branco cristalizado. As canas de mambu que podem ser tão grandes como salgueiros, têm ramos que vão a direito e folhas mais compridas do que as da oliveira. Dividem-se em nós, onde se forma a tal matéria esbranquiçada, como amido, muito prezada pelos persas e pelos árabes, que a compram pelo seu peso em prata e dela se servem no âmbito da física, para tratar de febres.»

## Propriedades
Reputam-se uma série de propriedades medicinais ao tabaxir, que é tido como um antipirético, antiespasmódico, antiparalítico, restaurativo e até mesmo afrodisíaco.